# Sedan-Panorama

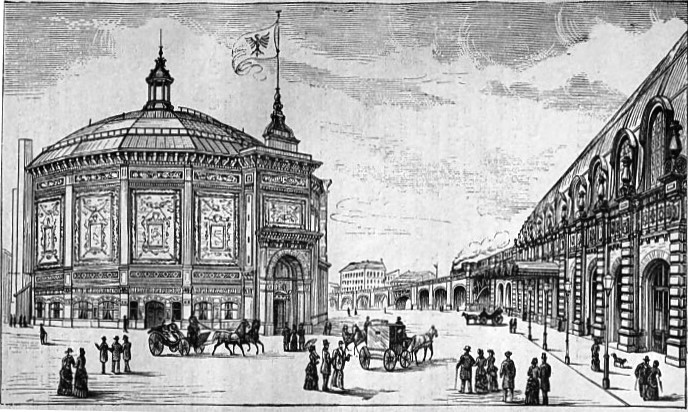
Sedan-Panorama am Bahnhof Alexanderplatz

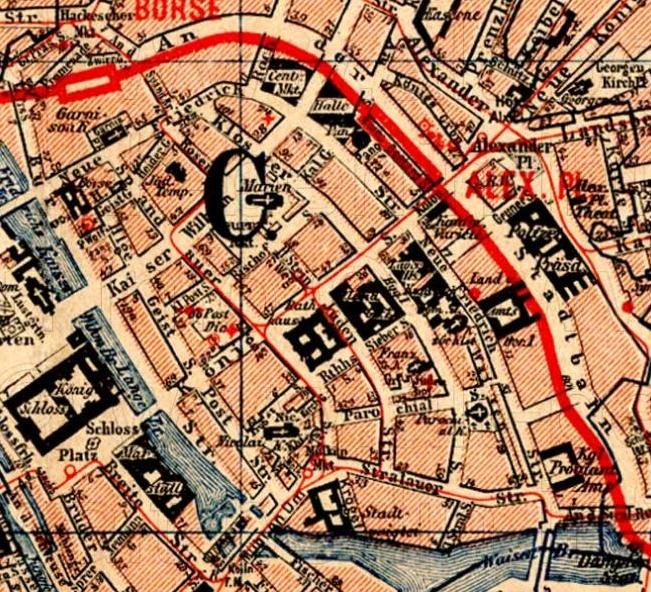
Karte von Berlin-Mitte von 1893 mit Standort des Panoramas am Bahnhof Alexanderplatz

Das Sedan-Panorama war eine in den 1880er Jahren errichtete Rotunde, in der ein 360-Grad-Panorama gezeigt wurde. Es befand sich westlich vom Bahnhof Alexanderplatz in Berlin. Das Gebäude wurde 1904 abgebrochen.

## Geschichte
Aufgrund des Erfolges des 1881 eröffneten National-Panoramas gründete sich unter Vorsitz des Bauunternehmers Hugo Hanke die Berliner Panorama Aktiengesellschaft, als Tochter der Brüsseler Société anonyme des Panoramas de Berlin, die  ein zweites Panorama-Gebäude für Berlin plante. Mit den Entwürfen wurden die Architekten Ende & Böckmann beauftragt, die bereits beim Bau des National-Panoramas Erfahrungen gesammelt hatten. Die Gesellschaft erwarb dafür das Grundstück Neue Friedrichstraße 23, wo in unmittelbarer Nähe zu der im Bau befindlichen Zentral-Markthalle ein Eisenfachwerkbau als Siebzehneck errichtet wurde. Als Besonderheit wurde die Besucherplattform dieses Panoramas maschinell gedreht, so dass der Besucher innerhalb von 25 Minuten das ganze Bild sehen konnte. Die 1881 neu angelegte Straße, die die Neue Friedrichstraße mit der Gontardstraße verband, erhielt 1882 den Namen Panoramastraße.
Unter der Leitung des Historienmalers Anton von Werner, der auch die figuralen Teile entworfen hatte, hatten insgesamt vierzehn Künstler an dem Panoramabild der Schlacht von Sedan mitgewirkt. Die landschaftlichen Teile waren von Eugen Bracht entworfen worden. Die Ausführung war unter Mitwirkung der Maler Carl Röchling, Carl Cowen Schirm, Georg Koch und mehrerer Schüler der Kunstakademie erfolgt. Ergänzt wurde das Panorama durch drei Dioramen: Das „Königs-Diorama“ zeigte die Übergabe von Napoleons Brief an König Wilhelm, das „Moltke-Diorama“ stellte die Kapitulationsverhandlung dar und im „Bismarck-Panorama“ wurde die Zusammenkunft Bismarcks mit Napoleon gezeigt.
Am 13. Jahrestag der Schlacht, am 2. September 1883, wurde das Sedan-Panorama in Gegenwart Kaiser Wilhelms I. feierlich eröffnet. In den folgenden Jahren folgte ein Massenansturm auf das Sedan-Panorama, das so trotz der hohen Kosten ein wirtschaftlicher Erfolg für die Investoren wurde. Als zuletzt die Kosten die Einnahmen überstiegen, wurde das Panorama 1904 geschlossen und abgebrochen.